# David Niven Jr.
David Niven junior (* 15. Dezember 1942 in London) ist ein britischer Filmproduzent, Schauspieler und Drehbuchautor. Zeitweise arbeitete er in leitender Position bei Paramount Pictures und Columbia Pictures. Er ist der Sohn des Schauspielers David Niven und von Primula Rollo.

## Leben
Bis 1970 leitete er die William Morris Agency in Europa. Danach wechselte er zu Columbia Pictures. Bis 1975 war er Geschäftsführer bei Paramount Pictures England. Danach wandte er sich der Filmproduktionen zu.
1976 produzierte er den Film Der Adler ist gelandet und 1979, mit seinem Vater in der Besetzung, Flucht nach Athena. 1985 erhielt er den Primetime Emmy Award für The Night They Saved Christmas. Gemeinsam mit James C. Maloney schrieb er hierfür auch das Drehbuch.
1990 und 1991 trat Niven 14 Mal bei To Tell the Truth, der US-Ausgabe von Sag die Wahrheit, auf.
In den 1990er war er Ehrenvorsitzender der Recording Artists, Actors and Athletes against Drunk Driving (R.A.D.D.; deutsch Aufnahmekünstler, Schauspieler und Sportler gegen betrunkene Autofahrer) in Hollywood und Gründer der Fahrradsicherheitsaktion See a Child, Save a Child. 2002 regte er erfolgreich einen Fahrradsicherheitstag und eine Fahrradsicherheitswoche ein.
Niven trat als Schauspieler in Rush Hour 3 und The Cool Surface auf.

## Privatleben
Niven war Patenkind von Noel Coward. Niven wuchs gemeinsam mit Jane Fonda, Peter Fonda, Mia Farrow, Nancy Sinatra, Frank Sinatra Jr. und Candice Bergen auf.
In den 1960er Jahren hatte er eine Beziehung mit Natalie Wood. Von 1993 bis 1998 war Niven mit der Schauspielerin und Produzentin Barbara Niven und zwischen 2000 und 2005 mit Beatrice Anne Reeve, Tochter von Annette de la Renta verheiratet.
1994 übergaben Niven und sein Bruder Jamie das Archiv ihres Vaters an das Online Archive of California. 2009 veröffentlichte Michael Munn ein Biographie von Nivens Vater. Darüber waren Niven und sein Bruder entsetzt und bestritten viele Behauptungen aus dem Buch.

## Filmographie (Auswahl)

### Produzent
- 1976: Der Adler ist gelandet (The Eagle Has Landed)
- 1979: Flucht nach Athena (Escape to Athena)
- 1982: Monsignor
- 1983: Ein Opa kommt selten allein (Better Late Than Never)
- 1984: Kidco
- 1984: The Night They Saved Christmas
- 1985: That’s Dancing!
- 1985: Minnelli on Minnelli: Liza Remembers Vincente
- 1990: The Wonderful Wizard of Oz: 50 Years of Magic
- 1993: The Cool Surface[26]
- 1993: Blue Flame
- 1994: R.A.D.D: Drive My Car
- 1995: The Girl With Hungry Eyes
- 2009: To Oz: Making of a Classic

### Schauspieler
- 1989: Lisa[27]
- 1993: The Cool Surface
- 2007: Rush Hour 3

### Auftritte
- 1990–1991: To Tell the Truth[10]
- 1995: Biography
- 2004: The 100 Most Memorable TV Moments
- 2005: The Hollywood Greats
- 2020: Natalie Wood: What Remains Behind